# Escándalo de la Bundesliga de 1971
El escándalo de la Bundesliga de 1971 (en alemán: Bundesliga-Skandal) fue un caso de manipulación de partidos de fútbol que sucedió en la temporada 1970-71 de la Bundesliga alemana, y que implicó a varios equipos en el pago de sobornos para evitar el descenso.

## Historia
El escándalo fue destapado el 6 de junio de 1971 por el presidente del Kickers Offenbach, Horst-Gregorio Cañellas. Durante la celebración de su 50.º cumpleaños, al que asistieron miembros de la Federación Alemana de Fútbol (DFB) y algunos periodistas, el mandatario les hizo escuchar conversaciones telefónicas donde un jugador del Hertha de Berlín, el internacional Bernd Patzke, negociaba con él un pago de primas para ayudar al Offenbach a mantenerse en la Bundesliga, máxima categoría de Alemania Federal. También mostró otra grabación que implicaba al guardameta del F.C. Colonia, Manfred Manglitz.
Un día antes, el Offenbach se había jugado la permanencia en la última jornada de la temporada 1970-71 y el Hertha se enfrentaba al Arminia Bielefeld, un rival directo. Cañellas había contactado con Patzke como enlace de la plantilla para garantizarles primas si les vencían, pero el entrenador del Bielefeld estaba al tanto y habló con el capitán berlinés, Tasso Wild, para ofrecerles más dinero a cambio de que se dejaran perder. El club renano venció aquel encuentro por 0:1 y ese resultado condenaba al Offenbach al descenso, pues ellos habían perdido por 4:2 ante el Colonia.
La federación abrió una investigación y su fiscal general, Hans Kindermann, descubrió que se habían dado sobornos en al menos diez partidos del tramo final del campeonato. En el primero del que se tiene constancia que sucediera algo así, el 17 de abril de 1971, la plantilla del Schalke 04 había aceptado primas por dejarse perder ante el Arminia. Dos semanas más tarde, Manglitz se había ofrecido a Cañellas para ayudarle ante rivales directos a cambio de dinero. En este punto ambas versiones difieren: mientras Manglitz aseguró que había sido un soborno propuesto por el presidente, Cañellas dijo que había sido extorsionado. En la última jornada, donde el Colonia y el Offenbach se enfrentaban, ambas partes no alcanzaron un acuerdo y el Kickers cayó derrotado, al mismo tiempo que el Arminia se imponía en Berlín.

### Consecuencias
La DFB consideró que el pago de primas a terceros era un soborno que podía haber alterado el transcurso de la competición, razón por la que acabó sancionando a 52 futbolistas, dos entrenadores y seis directivos. Entre los jugadores suspendidos había miembros de la selección como Bernd Patzke, Manfred Manglitz, Reinhard Libuda y Klaus Fichtel, quienes vieron su carrera internacional terminada. Horst-Gregorio Cañellas fue suspendido a perpetuidad, aunque le indultaron en 1976. En cuanto a los clubes, tanto el Kickers Offenbach como el Arminia Bielefeld fueron expulsados de la Bundesliga durante dos años; al Offenbach esta medida no le afectó porque ya había descendido, pero el Bielefeld, que sí comenzó la temporada 1971-72 en la élite mientras esperaba de la sentencia, estaba condenado al descenso independientemente de su resultado deportivo; el club renano acabó el curso de todos modos en última posición.
La reputación de la Bundesliga se vio dañada por el escándalo y hubo un descenso en la afluencia de espectadores, que no remontó hasta la victoria alemana en la Copa Mundial de 1974. Entre las conclusiones de la investigación, la DFB determinó como causas el tope salarial (1200 marcos) y la enorme diferencia económica entre la Bundesliga, única liga profesional, y las divisiones regionales. Por esta razón la federación eliminó el límite salarial y creó una segunda división profesional, la 2. Bundesliga, a partir de la temporada 1974-75.

## Sanciones deportivas
Las sanciones impuestas por la DFB variaron según el grado de implicación, desde seis meses hasta cinco años de inhabilitación, si bien la mayoría fueron rebajadas mediante el pago de multas. Manglitz, Wild y Cañellas fueron suspendidos a perpetuidad; Manglitz logró el perdón federativo en 1973, aunque jamás volvió a jugar a nivel profesional, mientras que el presidente fue indultado en 1976. El técnico del Bielefeld, Egon Piechaczek, fue inhabilitado en 1972 pero pudo regresar a los banquillos tres años después.

### Equipos
- Kickers Offenbach: descenso a segunda división (Regionalliga Süd).
- Arminia Bielefeld: descenso a segunda división (Regionalliga West) a partir de la temporada 1972-73.

### Futbolistas
- F. C. Colonia: Manfred Manglitz
- Hertha BSC: Tasso Wild, Bernd Patzke, Jürgen Rumor, Laszlo Gergely, Volkmar Groß, Peter Enders, Wolfgang Gayer, Arno Steffenhagen, Karl-Heinz Ferschl, Hans-Jürgen Sperlich, Franz Brungs, Jürgen Weber, Michael Kellner, Uwe Witt y Zoltán Varga
- VfB Stuttgart: Hans Arnold, Hartmut Weiß y Hans Eisele
- FC Schalke 04: Klaus Fichtel, Hans-Jürgen Wittkamp, Rolf Rüssmann, Herbert Lütkebohmert, Manfred Pohlschmidt, Hans Pirkner, Jürgen Sobieray, Klaus Fischer, Reinhard Libuda, Dieter Burdenski, Klaus Senger, Jürgen Galbierz y Heinz van Haaren
- Arminia Bielefeld: Jürgen Neumann, Waldemar Slomiany
- MSV Duisburg: Gerhard Kentschke, Volker Danner
- Eintracht Braunschweig: Lothar Ulsaß, Max Lorenz, Burkhardt Öller, Horst Wolter, Wolfgang Grzyb, Peter Kaack, Franz Merkhoffer, Bernd Gersdorff, Klaus Gerwien, Rainer Skrotzki, Eberhard Haun, Jaro Deppe, Dietmar Erler, Friedhelm Haebermann, Joachim Bäse y Michael Polywka

### Entrenadores
- Arminia Bielefeld: Egon Piechaczek
- Oberhausen: Günter Brocker

### Directivos
- Kickers Offenbach: Horst-Gregorio Cañellas, Friedrich Mann, Fritz Koch y Waldemar Klein
- Oberhausen: Peter Maaßen
- Hertha BSC: Wolfgang Holst